# Raimund I. (Turenne)
Raimund I. († um 1122) war ein Vizegraf von Turenne aus dem Haus Comborn. Er war ein Sohn des Vizegrafen Boson I. († 1091) und dessen Ehefrau Gerberga.
Raimund nahm im Gefolge des Grafen Raimund IV. von Toulouse am ersten Kreuzzug teil. So wird er bei Ordericus Vitalis bei der Einnahme von Tortosa 1097 und der Eroberung von Jerusalem 1099 genannt, wo sein Vater wenige Jahre zuvor als Pilger gestorben war. Letztmals tritt er in Urkunden an die Abtei Saint-Pierre von Uzerche auf, die um die Jahre 1120/22 ausgestellt wurden.
Er war verheiratet mit Mathilde († 27. Mai 1143), einer Tochter des Grafen Gottfried II. von Le Perche. Ihre Kinder waren:
- Boson II. († 19. Juni 1143), Vizegraf von Turenne
- Mangne, ⚭ Aimery de Gourdon
- Margarete, ⚭ (1) Vizegraf Adémar IV. von Limoges, ⚭ (2) Vizegraf Ebles III. von Ventadour, ⚭ (3) Graf Wilhelm VI. Taillefer von Angoulême

## Weblink
- Vicomtes de Turenne bei Foundation for Medieval Genealogy.fmg (englisch)

| Vorgänger | Amt                            | Nachfolger |
| --------- | ------------------------------ | ---------- |
| Boson I.  | Vizegraf von Turenne 1091–1122 | Boson II.  |

| Personendaten    | Personendaten        |
| ---------------- | -------------------- |
| NAME             | Raimund I.           |
| KURZBESCHREIBUNG | Vizegraf von Turenne |
| GEBURTSDATUM     | 11. Jahrhundert      |
| STERBEDATUM      | um 1122              |